# José Luis Cuerda Martínez
José Luis Cuerda Martínez (Albacete, 18 de febrer de 1947 - Madrid, 4 de febrer de 2020) fou un guionista, director i productor de cinema espanyol.

## Biografia
Començà a estudiar Dret, però ho deixà després de tres anys i es convertí en tècnic de radiodifusió i televisió. El 1969 entrà a treballar a Televisió Espanyola, realitzant reportatges i documentals per als serveis informatius (durant cinc anys realitzà més de 500 reportatges i documentals). Entre 1985 i 1989 treballà com a professor a la facultat de Belles Arts de la Universitat de Salamanca.
Després de diversos curtmetratges, l'any 1982 dirigí el seu primer llargmetratge, Pares y nones, que el situaria en l'àmbit dels directors que conreen l'anomenada "comèdia madrilenya", de la qual Fernando Colomo és un altre dels representants més importants.
La seva següent pel·lícula El bosque animado (1987) inaugurarà en la seva carrera una nova etapa caracteritzada pel que es pot denominar com a "humor absurd". Un any després aparegué el treball que el consagrà com a realitzador, a més de ser un èxit de taquilla: Amanece, que no es poco (1988). Amb Así en el cielo como en la tierra (1995) es completà una espècie de trilogia amb l'humor absurd com a element comú.
Amb La lengua de las mariposas (1999) presentà una visió tendra i al mateix temps descarnada de la Guerra civil espanyola des de la relació d'un nen amb el seu mestre.
També destacà en el seu rol de productor cinematogràfic, fent aquest treball en diversos dels seus films i en tres llargmetratges del director espanyol Alejandro Amenábar (Tesis, Abre los ojos i The Others); a més de ser el guionista de la majoria de les seves produccions darrere de càmeres.
Per a televisió dirigí la segona temporada de la sèrie Makinavaja (1997), basada en el popular personatge creat per Ivà. A finals del 2017 començà el rodatge de la pel·lícula Tiempo después, estrenada el 28 de desembre de 2018. El 4 de febrer de 2020 morí al seu domicili de Madrid, als 72 anys.

## Filmografia

### Pel·lícules
- 2018 - Tiempo después
- 2012 - Todo es silencio
- 2008 - Los girasoles ciegos
- 2006 - La educación de las hadas
- 2004 - ¡Hay motivo! (curtmetratge: "Por el mar corre la liebre")
- 2000 - Primer amor
- 1999 - La lengua de las mariposas (basada en relats de Manuel Rivas)
- 1995 - Así en el cielo como en la tierra
- 1993 - Tocando fondo
- 1992 - La marrana
- 1991 - La viuda del capitán Estrada
- 1988 - Amanece, que no es poco
- 1987 - El bosque animado (adaptació de la novel·la de Wenceslao Fernández Flórez)
- 1983 - Total (telefilm)
- 1982 - Pares y nones
- 1977 - Mala racha (telefilm)
- 1977 - El túnel (telefilm basada en la novel·la homònima d'Ernesto Sabato)

## Obres publicades
- Amanece, que no es poco, Pepitas de calabaza, Logroño, 2013. ISBN 978-84-15862-08-6
- Si amaestras una cabra llevas mucho adelantado, Martínez Roca, 2013. ISBN 978-84-27039-83-4

## Premis i nominacions

### Premis
- 2000: Goya al millor guió adaptat per La lengua de las mariposas
- 2009: Goya al millor guió adaptat per Los girasoles ciegos

### Nominacions
- 1990: Goya al millor guió original per Amanece, que no es poco
- 2000: Goya al millor director per La lengua de las mariposas
- 2005: Goya al millor documental per ¡Hay motivo!
- 2007: Goya al millor guió adaptat per La educación de las hadas
- 2009: Goya a la millor pel·lícula per Los girasoles ciegos
- 2009: Goya al millor director per Los girasoles ciegos